# حمام ملوان
حمام ملوان هي إحدى بلديات ولاية البليدة التابعة لـ دائرة بوقرة. في عام 2008 بلغ عدد سكانها 6076 نسمة.

## الوديان
يتضمن إقليم هذه البلدية العديد من الوديان منها:
- وادي الحراش